# Miss Masque
Miss Masque è una combattente del crimine mascherata immaginaria. Comparve originariamente nei fumetti pubblicati dalla Nedor Comics, e successivamente rinnovati dalla AC Comics, dalla America's Best Comics, e dalla Dynamite Entertainment.

## Nedor Comics
Miss Masque è l'identità segreta di Diana Adams, una giovane mondana che decise di combattere il crimine e l'ingiustizia sotto copertura. Miss Masque non ha alcun superpotere ma può contare sulla sua arguzia e sul suo paio di pistole. Il suo costume originale era un vestito rosso con mini gonna, un capello rosso, guanti e mantello, e una maschera; un emblema con due "M" gialle sul petto con un cappello su di essere per completare l'insieme. Una versione successiva del costume era diviso in due pezzi e maniche più corte.
Miss Masque comparve per la prima volta in Exciting Comics n. 51 della Nedor Comics (settembre 1946). Comparve anche in America's Best Comics (da non confondere con la associata della DC Comics), Fighting Yank, e Black Terror, ma la sua comparsa finale nella Golden Age avvenne in America's Best Comics n. 31 (luglio 1949).
Non ci furono mai scrittori e artisti accreditati per la prima comparsa di Miss Masque. Alex Schomburg e Frank Franzetta fornirono le illustrazioni per le successive copertine, e Ralph Mayo disegnò alcuni schizzi.

## AC Comics
Miss Masque è uno dei tanti personaggi della Golden Age di pubblico dominio e rinnovati dalla AC Comics nei primi anni '90. La nuova versione debuttò in AC Annual n. 2 (1991). Nella continuità della AC, Diana Adams è una mondana canadese in visita a New Orleans per il giorno di martedì grasso. Essendosi dimenticata di portare un costume per la festa, ne cercò uno in un curioso negoziodi Bourbon Street. Il venditore tentò di avvertire la ragazza che il costume era posseduto dallo "Spirito della giustizia"; dato che Diana era di fretta, ignorò l'avvertimento, comprò il costume, e se ne andò di fretta. Quando il divertimento venne interrotto da una rapina, Adams fermò i criminali e salvò la vita degli altri partecipanti alla festa. Trovandosi stranamente soddisfatta dall'esperienza, decise di darsi al crimine a tempo pieno.
Nel suo debutto della storia firmata AC Comics, si rivelò che Miss Masque era parte di un gruppo di combattenti del crimine degli anni quaranta che accettarono di sottoporsi alla Vault of Heroes, una camera di stasi disegnata per mantenere i supereroi in animazione sospesa finché non fossero stati necessari. Diana fu risvegliata negli anni novanta e si unì alle Femforce nel loro combattimento contro The Shroud. Successivamente, divenne un membro delle Sentinels of Justice.
Miss Masque comparve in numerosi fumetti della AC Comics, inclusi Femforce, Good Girl Art Quarterly, ed una sua serie. La AC ristampò anche numerose storie a lei dedicate durante la Golden Age come parte dei fumetti Golden Age Men of Mystery e Golden Age Greats.

## America's Best Comics/DC
La versione Golden Age di Miss Masque fu ripresa da Alan Moore per il suo fumetto Tom Strong, pubblicato dalla America's Best Comics (ora una parte della DC Comics). Moore utilizzò i personaggi di pubblico dominio della Nedor Comics per popolare la Terra Obscura, la versione alternativa della Terra di Tom Strong. Nella storia di Moore, gli eroi furono inseriti in animazione sospesa nel 1969, durante un'invasione aliena, e furono risvegliati 30 anni dopo da Tom Strong. Miss Masque comparve per la prima volta in Tom Strong n. 12 (giugno 2001).
Miss Masque comparve poi nello spin-off di Tom Strong, Terra Obscura, scritto da Peter Hogan da alcune trame sviluppate dallo stesso Hogan e Alan Moore. Ora nominatasi Ms. Masque, divenne membro della nuova squadra di supereroi nota come SMASH. Il suo costume venne modificato, rimpiazzando la mini gonna con un paio di pantaloni attillati. Ebbe poi una relazione con Carol Carter, alias Fighting Spirit (figlia del supereroe deceduto Fighting Yank).

## Dynamite Entertainment
Miss Masque fu rinnovata ancora una volta come Masquerade in Progetto Superpoteri di Alex Ross e Jim Jrueger e pubblicato dalla Dynamite Entertainment. Questa serie limitata presentò numerosi eroi della Golden Age di pubblico dominio, rinnovati e aggiornati per le storie moderne in una storia che mostra la visione di Ross e Krueger del destino di questi eroi.
Masquerade fu una dei tanti supereroi che comparvero dopo la seconda guerra mondiale, e fu poi intrappolata e imprigionata nel Vaso di Pandora da una falso Fighting Yank. Quando il vaso venne distrutto decadi dopo (in Progetto Superpoteri n. 3), Masquerade ricomparve in Giappone. Il suo costume fu drasticamente alterato dalla versione che aveva quando fu imprigionata nel vaso; ora indossava un lungo cappotto rosso con un cappello, una maschera, un paio di pistole western, e soffriva di amnesia. Trovò un altro eroe, V-Man, e i due furono portati a New York - ora la nuova Shangri-La - insieme ad altri eroi che furono liberati dal vaso.
Il periodo passato nel vaso le fece sviluppare letteralmente dei poteri di mascheramento - ora poteva replicare l'aspetto delle altre persone (anche se nel settimo numero della serie fu mostrato che poteva impossessarsi dei corpi altrui). In aggiunta alla somiglianza con altre persone, Masquerade ne assorbiva la conoscenza, inclusi i ricordi e le abilità. Sfortunatamente, questo la portava per qualche momento a credere che fosse lei quella persona la cui identità veniva copiata. Questo le causò anche l'innamoramento verso il suo compagno di squadra V-Man, di cui sapeva tutto.
Nel 2009, la Dynamite Entertainment diede a Masquerade una sua miniserie, cominciata a febbraio e collegata alla trama di Progetto Superpoteri.

## Antarctic Press
Una nuova versione di Miss Masque venne lanciata nel 1999 dall'Antarctic Press sulle pagine dell'antologico Exciting Comics, questa volta con il nome di Madam Mask.